# Дохасан
Дохасан, известный также как Дохосан, Тохаусен (ок.1790 — 1866) — верховный вождь кайова, правивший более 33 лет.

## Биография
Дохасан или Маленький Утёс родился приблизительно в 1790 году. Его отец также был известен под этим именем. После того, как осейджи учинили страшную резню над кайова в 1833 году, он возглавил племя и стал верховным вождём. Дохасан способствовал установлению мира между кайова и осейджами. За сравнительно небольшое время он усилил позиции своего народа, заключив мир с шайеннами и арапахо.
С 1840 года Дохасан несколько раз руководил рейдами против белых поселенцев. В 1853 году он заключил мир с американскими властями. Взамен кайова получали ежегодные выплаты товаров на 18 тысяч долларов в течение 10 лет.
В последующие годы мир был нарушен. Умер Дохасан в 1866 году в резервации кайова.